# Echeandia denticulata
Echeandia denticulata är en sparrisväxtart som beskrevs av Robert William Cruden. Echeandia denticulata ingår i släktet Echeandia och familjen sparrisväxter. Inga underarter finns listade i Catalogue of Life.